# Cristóbal Colón de la Cerda
Cristóbal Colón de la Cerda y Gante (Madrid, 8 de juny de 1837 - 30 d'octubre de 1910) va ser un polític espanyol, ministre de Fomento durant la regència de Maria Cristina d'Habsburg-Lorena i ministre de Marina durant aquest mateix període i durant el regnat d'Alfons XIII.

## Biografia
Fill de Pedro Colón y Ramirez de Baquedano, XIV Duc de Veragua, el 1866 va heretar el ducat a la mort del seu pare. Va iniciar la seva carrera política en el sexenni democràtic dins les files del Partit Radical de Manuel Ruiz Zorrilla com a diputat per Àvila en les eleccions de 1871 aconseguint aquest mateix escó en les eleccions de 1872 i el de la circumscripció de Puerto Rico en les de 1876. En 1878 va ser designat senador per dret propi.
Va ser ministre de Foment entre el 21 de gener i el 5 de juliol de 1890 i ministre de Marina entre el 6 de març de 1901 i el 6 de desembre de 1902.